# Grand Prix Júnior de Patinação Artística no Gelo na Lituânia
O Grand Prix Júnior de Patinação Artística no Gelo na Lituânia (muitas vezes intitulado: Amber Cup) é uma competição internacional de patinação artística no gelo de nível júnior. A competição é organizada pela União Internacional de Patinação (ISU), e disputada no outono, em alguns anos, como parte do Grand Prix Júnior de Patinação Artística no Gelo.

## Edições
| Ano  | Edição | Cidade sede | Júnior | Júnior | Júnior | Júnior | Ref         |
| Ano  | Edição | Cidade sede | M      | F      | P      | D      | Ref         |
| ---- | ------ | ----------- | ------ | ------ | ------ | ------ | ----------- |
| 2018 | 1.ª    | Kaunas      | •      | •      | –      | •      | [ 1 ] [ 2 ] |

Legenda
- –  Evento não disputado neste ano

## Lista de medalhistas

### Individual masculino
| Evento                 | Ouro                              | Prata                    | Bronze               |
| Kaunas 2018 (detalhes) | Andrew Torgashev · Estados Unidos | Kirill Iakovlev · Rússia | Yuto Kishina · Japão |

### Individual feminino
| Evento                 | Ouro                       | Prata                      | Bronze                     |
| Kaunas 2018 (detalhes) | Alexandra Trusova · Rússia | Kim Ye-lim · Coreia do Sul | Kseniia Sinitsyna · Rússia |

### Dança no gelo
| Evento                 | Ouro                                     | Prata                                            | Bronze                                      |
| Kaunas 2018 (detalhes) | Arina Ushakova · Maxim Nekrasov · Rússia | Avonley Nguyen · Vadym Kolesnik · Estados Unidos | Darya Popova · Volodymyr Byelikov · Ucrânia |